# Утгоф, Лев Карлович
Лев Карлович Утгоф (24 ноября 1852 — 2 августа 1918, Киев) — российский военный деятель, генерал от инфантерии.

## Биография
Сын Карла Генриха Утгофа (1818-1886), военного немецко-датского происхождения, лютеранина по вероисповеданию. Мать Мария-Елизавета Роза, дочь местного домовладельца. От него Лев Карлович унаследовал имение Линовка в Пружанском уезде в Полесье, площадью 869 десятин.
Л. К. Утгоф окончил лютеранское реальное училище, в другом источнике указано Санкт-Петербургское реформаторское реальное училище. Лев Карлович 3 августа 1872 года вступил в службу.
- Выпускник Рижского пехотного юнкерского училища.
- Получил чин прапорщика 111-го пехотного Донского полка[3] (старшинство 9 ноября 1875 года).
- Подпоручик (старшинство 26 июня 1877 года).
- Поручик (старшинство 9 апреля 1878 года).
- Штабс-капитан (старшинство 8 апреля 1884 года).
- 12 февраля 1880 года переведён в Отдельный корпус жандармов.
- С 1880 года адъютант Тверского губернского жандармского управления.
- С 1883 года адъютант жандармского полицейского управления.
- С 20 июня 1884 года помощник начальника Сосновицкого пограничного отдела Варшавского жандармского полицейского управления на железной дороге.
- 20 ноября 1884 года переименован в штабс-ротмистры.
- Ротмистр (старшинство 1 ноября 1886 года).
- С 16 ноября 1890 года начальник жандармского управления Ново-Александрийского и Любартовского уездов.

С 1893 года начальник жандармского управления Варшавского, Новомосковского и Радомского уездов.
- Подполковник (старшинство 26 февраля 1894 года).
- С 9 февраля 1899 года начальник Петроковского губернского жандармского управления.
- В 1899 году приказ о производстве за отличие в полковники (старшинство 15 марта 1899).
- С 31 октября 1905 года начальник Варшавского губернского жандармского управления.
- В 1906 году приказом произведён за отличие в генерал-майоры (старшинство 22 апреля 1907).
- С 25 сентября 1906 года помощник Варшавского генерал-губернатора по полицейской части.
- В 1909 году на Льва Утгофа, помощника Варшавского генерал-губернатора, было совершено покушение в Варшаве, закончившееся неудачно, но со случайными жертвами[2].
- В 1909 году высочайшим приказом произведён за отличие в чин генерал-лейтенанта[3] (старшинство 8 октября 1909 года), отдельный корпус жандармов. На 15 июля 1914 года находился в том же чине и должности[4].
- 2 декабря 1914 года приказом произведён в генерал от инфантерии с увольнением от службы. Умер в Киеве.

## Семья
- Жена — Екатерина Владимировна, урожденная Скапиченко[2] (1860[2] — 21 февраля 1936, Польша)[5], похоронена на Оранчицком кладбище[2].
  - Сын — Роман (26.12.1882—?)[6],
  - Сын — Дмитрий (1885, Оранчицы —?),  последний  владелец усадьбы Линовка  перед советским вторжением в 1939 года.
  - Сын — Владимир (1886—1937), видный деятель партии эсеров, член Учредительного собрания.
- Брат — Константин Карлович Утгоф (3.01.1858—?)[6], участник русско-японской и первой мировой войн, последняя должность начальник 17-го этапного участка Ольтинской военной дороги (1916)[7]
- Брат — Александр Карлович Утгоф (18.04.1859—30.06.1909)[6],  полковник 189-го пехотного резервного Белгорайского полка[8].
- Брат — Карл Карлович Утгоф (13.07.1860—?)[6]
- Брат — Виктор Карлович Утгоф (2.04.1865—после 1916), участник русско-японской и первой мировой войн, полковник 5-го стрелкового полка[9], отец военного лётчика Виктора Утгофа[6].
- Брат — Владимир Карлович Утгоф (27.05.1867—после 1916)[6]

## Награды
- 1880 — орден Святого Станислава 3-й степени;
- 1893 — орден Святой Анны 3-й степени;
- 1897 — орден Святого Станислава 2-й степени;
- 1905 — орден Святого Владимира 3-й степени;
- 1907 — орден Святого Станислава 1-й степени;
- 1912 — орден Святой Анны 1-й степени.